# Leó Szilárd
Leó Szilárd (AFI: [ˈlɛoː ˈsilaːrd]), nato Leó Spitz (Budapest, 11 febbraio 1898 – La Jolla, 30 maggio 1964) è stato un fisico, inventore e scrittore ungherese naturalizzato statunitense.

## Biografia
Szilárd nacque a Budapest, al secolo parte dell'Impero austro-ungarico, l'11 febbraio del 1898 in una benestante famiglia ebraica ashkenazita, primogenito dei tre figli di Lajos Spitz, un ingegnere civile, e di Tekla Vidor. La famiglia cambiò legalmente cognome il 4 ottobre 1900, passando dall'originario Spitz (d'origine tedesca) al nuovo Szilárd, che in ungherese significa "solido". Szilárd fu il primo, nel 1933, ad avere l'idea di una reazione nucleare a catena. Diresse insieme ad Enrico Fermi la costruzione del primo reattore nucleare e successivamente partecipò al Progetto Manhattan. Nel 1947 Szilárd cambiò completamente il campo di studi passando dalla fisica alla biologia molecolare.
Szilárd era noto ai suoi colleghi per la sua personalità eccentrica e per la sua abilità nel predire eventi politici. Disse di avere predetto lo scoppio della prima guerra mondiale quando aveva 16 anni. Quando nacque il Partito Nazista in Germania disse che un giorno avrebbe controllato l'Europa, e nel 1934 anticipò alcuni dettagli della seconda guerra mondiale. Solito risiedere in stanze d'albergo, con una valigia sempre a portata di mano, come scrittore fu autore di alcune opere di fantascienza.
Nel 1930 brevettò, assieme ad Albert Einstein, un tipo di frigorifero che non aveva bisogno di elettricità per funzionare. L'introduzione alla fine degli anni trenta del freon portò all'uso di tale miscela di gas nei frigoriferi commerciali e il brevetto Einstein-Szilárd non venne mai utilizzato in pratica. I problemi di inquinamento dovuti al freon stanno portando recentemente a riesaminare la possibilità di costruire frigoriferi basati sul brevetto Einstein-Szilárd del 1930.

### L'idea della reazione a catena
Nel 1932 Szilárd lesse il libro di H. G. Wells La liberazione del mondo. Nel libro si parlava dell'utilizzo dell'energia atomica per la fabbricazione di armi e quest'idea spinse lo scienziato ad analizzare con attenzione la possibilità di utilizzare in modo pratico l'energia nucleare. Nel 1933 Szilárd si recò a Londra, per sfuggire dalle persecuzioni naziste nei confronti degli ebrei. Qui ebbe l'occasione di leggere un articolo di Ernest Rutherford su The Times nel quale si giudicava impossibile l'utilizzo dell'energia atomica a scopi bellici. Sebbene a quel tempo la fissione nucleare non fosse ancora stata scoperta, Szilárd, ripensando a ciò che aveva letto, ebbe l'intuizione della possibilità di una reazione nucleare a catena, mentre attendeva a un semaforo in Southampton Row, a Bloomsbury (Londra). L'anno successivo richiese un brevetto per questa idea. I primi tentativi di Szilárd di identificare un elemento chimico che potesse dare luogo ad una reazione a catena si concentrarono sul berillio e sull'indio ma questi elementi non si dimostrarono adatti. Nel 1935 consegnò il suo brevetto sulla reazione nucleare a catena, all'Ammiragliato Britannico affinché lo secretasse (Brevetto UK n° 630726).
Nel 1938 Szilárd accettò un incarico di ricerca presso la Columbia University a New York dove si trasferì e cominciò a collaborare con Enrico Fermi. Szilárd entrò così a far parte del famoso gruppo di scienziati ebrei di nascita ungherese, cresciuti a Budapest all'inizio del XX secolo che erano stati costretti a trasferirsi negli Stati Uniti all'avvento del nazismo, gruppo comprendente anche Paul Erdős, Edward Teller, John von Neumann e Eugene Wigner. Nel 1939 dopo aver appreso della scoperta fatta in Germania da Otto Hahn della fissione dell'uranio, concluse che quello era l'elemento adatto a sostenere una reazione a catena.

Szilárd ebbe un ruolo fondamentale nello sviluppo iniziale del Progetto Manhattan che avrebbe portato alla produzione delle prime bombe atomiche. Fu Szilárd a proporre ad Albert Einstein di inviare al presidente statunitense Franklin Delano Roosevelt una lettera confidenziale (la cosiddetta Lettera Einstein-Szilárd) che spiegasse la possibilità di sviluppo di un'arma nucleare a fissione e che incoraggiasse la creazione di un programma per lo sviluppo di tale arma, prima che lo facessero i nazisti in Germania.

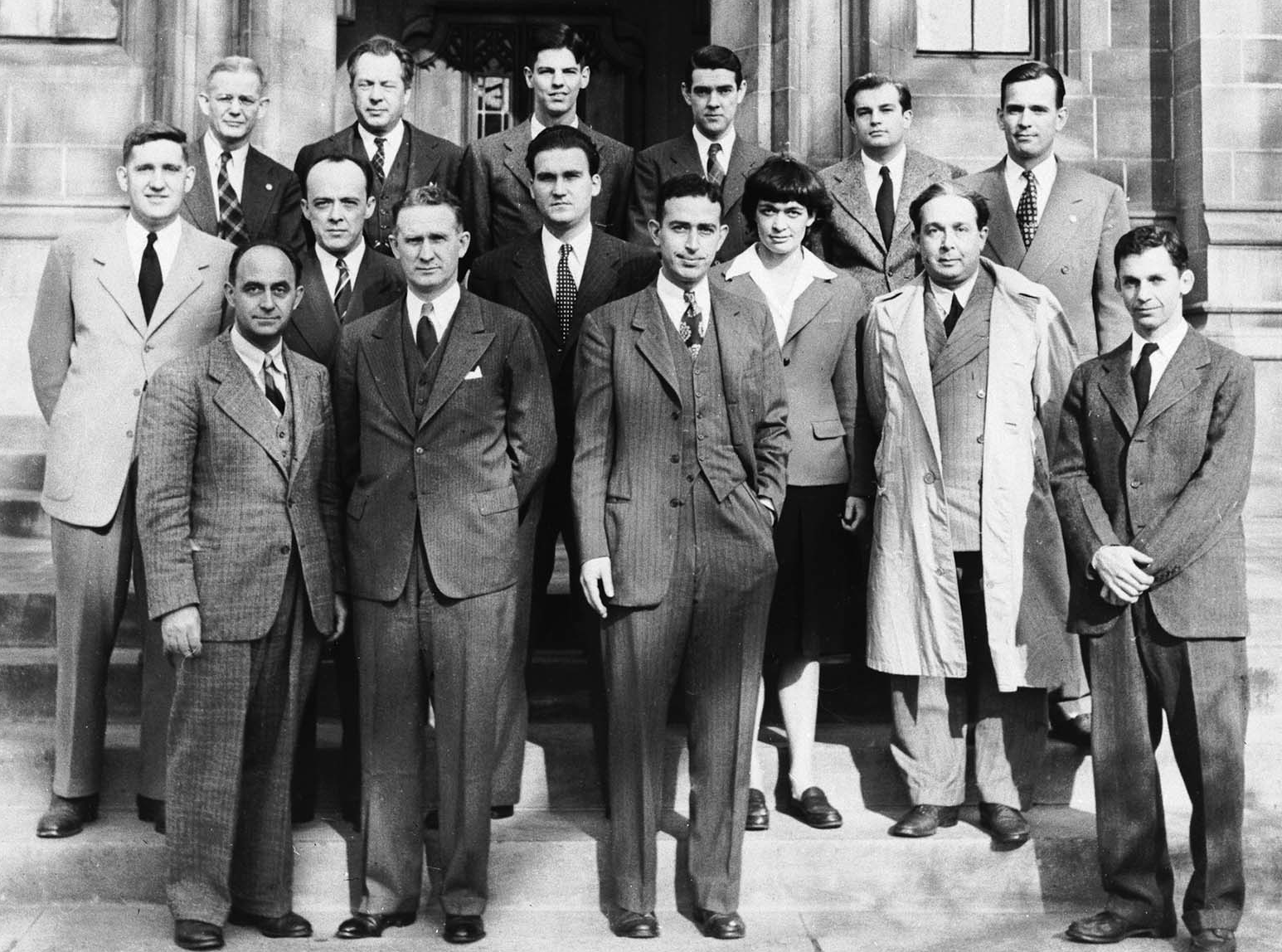
Il Team della Chicago Pile-1, Leó Szilárd è il penultimo a destra in basso, il primo a sinistra in basso è Enrico Fermi. Per gli altri membri vedi descrizione della foto

La collaborazione con Fermi continuò all'interno del Progetto Manhattan e portò alla creazione, a Chicago, della prima reazione nucleare controllata della storia, che fu innescata il 2 dicembre 1942 in una "pila" atomica moderata con grafite (Chicago Pile-1). Dopo la guerra Szilárd e Fermi ottennero il riconoscimento del loro brevetto del reattore nucleare (brevetto USA n° 2708656). Durante la guerra Szilárd divenne sempre più insofferente al fatto che gli scienziati stessero perdendo il controllo del progetto a favore dei militari ed ebbe numerose schermaglie col generale Leslie Groves che era il direttore militare del Progetto Manhattan, tanto che fu costantemente pedinato dall'esercito nel timore che Szilárd fosse causa di una fuga di notizie segrete. Dopo la segnalazione da parte dei servizi segreti inglesi, i quali comunicarono che i tedeschi non stavano sviluppando la bomba atomica, Szilard si convinse che la sua partecipazione al Progetto Manhattan era ingiustificata. Il suo risentimento verso il governo statunitense fu esacerbato dal fallito tentativo di evitare l'uso della bomba atomica.
Szilárd, infatti, anche di fronte ad un verdetto quasi unanime dei suoi colleghi del progetto Manhattan (tra cui lo stesso Fermi), si oppose al lancio delle bombe atomiche su Hiroshima e Nagasaki. Cercò di bloccare la bomba anche con una petizione firmata da 68 dipendenti del reparto di metallurgia del Progetto Manhattan, nota come Rapporto Franck (da James Franck, che la scrisse), ma senza successo.
Dopo la guerra, nel 1947, Szilárd cambiò campo di studi e inizio a lavorare nell'ambito della biologia molecolare in collaborazione con Aaron Novick. Szilárd non abbandonò però il campo che lo aveva interessato per tutta la vita e insieme al suo vecchio amico Einstein fondò il Comitato degli Scienziati Atomici. Inoltre si dedicò all'opposizione alla bomba H insieme ad altri colleghi e fisici nucleari.